# Fox Sports 1
Fox Sports 1 (FS1) es un canal de televisión por suscripción estadounidense que emite programas de deportes desde el 17 de agosto de 2013, operado por Fox Sports Media Group, una división de Fox Corporation. El canal reemplaza al canal de motores Speed.
Fox Sports 1 transmite en vivo numerosos eventos deportivos, incluyendo fútbol americano y baloncesto universitario, béisbol (Major League Baseball), deporte motor (NASCAR Truck Series, United SportsCar Championship, fútbol, golf (Abierto de los Estados Unidos, Abierto de los Estados Unidos Femenino) artes marciales mixtas (UFC), Copa NASCAR y la Fórmula E. FS1 también transmitirá información deportiva diaria (con Fox Sports Live), otros relacionados con el deporte y documentales.
Fox Sports 1 se puso en marcha oficialmente el 17 de agosto de 2013 a las 6:00 a. m. ET. El día del lanzamiento contó con 16,5 horas de cobertura deportiva en directo, incluyendo la cobertura de NASCAR durante el final de la mañana y de la tarde, cinco horas de peleas de la UFC en la tarde (un combate entre Maurício Rua y Chael Sonnen), y el estreno de Fox Sports en Vivo tras la conclusión del evento
Ofertas para incluir a FS1 en el día del lanzamiento se realizaron con todos los principales proveedores de cable como Comcast, Charter Communications, Cox Communications, Verizon FiOS, AT&T U-verse, Cablevision, Bright House Networks, Mediacom, Suddenlink Communications, CableOne y Time Warner Cable,y de satélite con DirecTV y Dish Network. Las ofertas con Time Warner, Dish y DirecTV se anunciaron pocos días antes del lanzamiento del FS1 y fueron vistos como cruciales para la red, los tres proveedores combinados llegan a más de 40 millones de hogares, casi la mitad de la meta de 90 millones de hogares.
A pesar de la versión del canal SPEED después de haber estado disponible en Canadá, el Caribe y Puerto Rico, Fox ha decidido no convertir SPEED a FS1 en estos países. Los televidentes en estos territorios a partir de ahora recibirá un canal llamado "Speed Internacional".
FS1 es una estrategia de cambios de toda la red de Fox Sports en los Estados Unidos, junto con la cadena hermana FS2 (que sustituyó Fuel TV) y Fox Soccer por FXX en septiembre de 2013.

## Logotipos

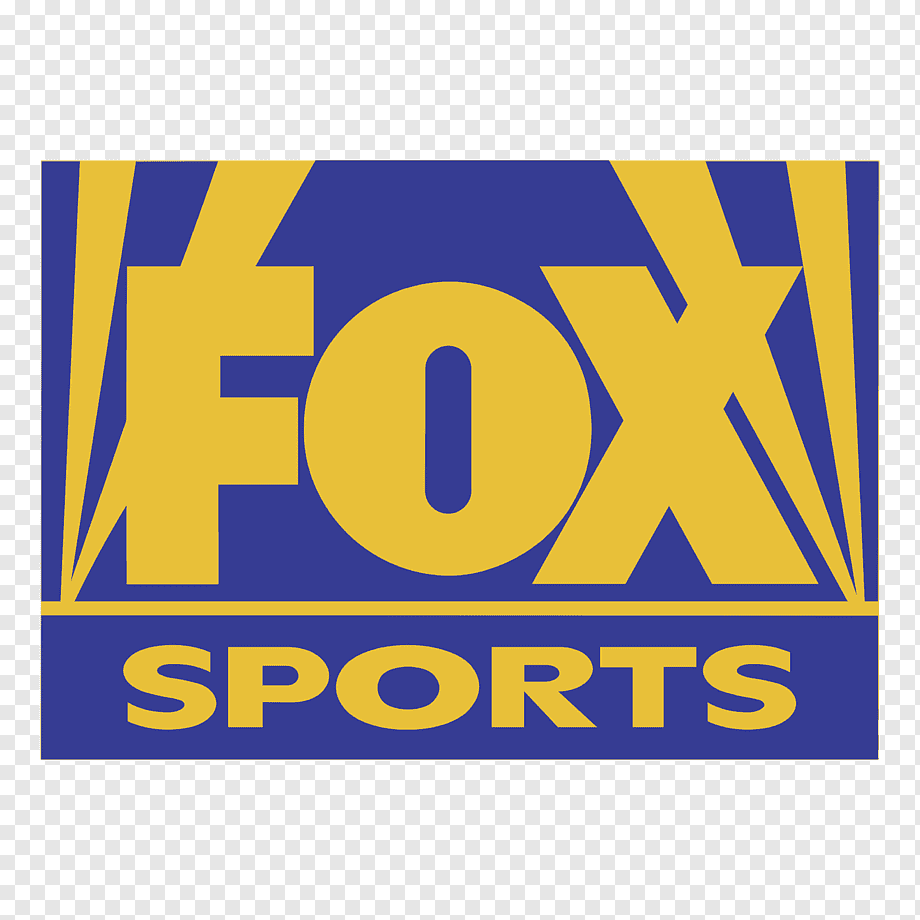
1994-1996
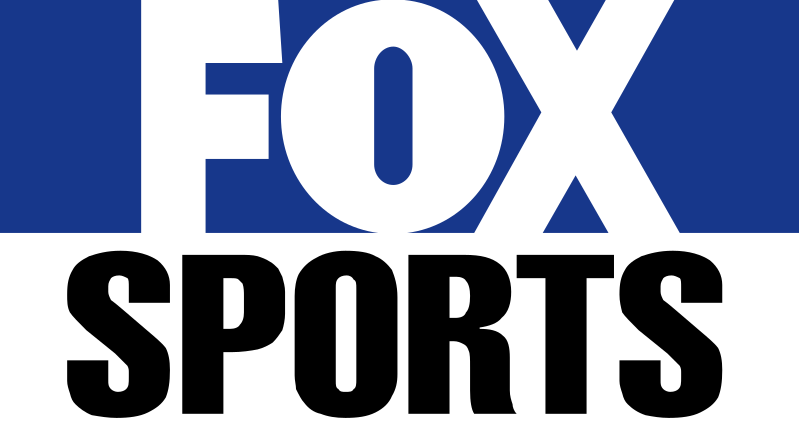
1996-1999
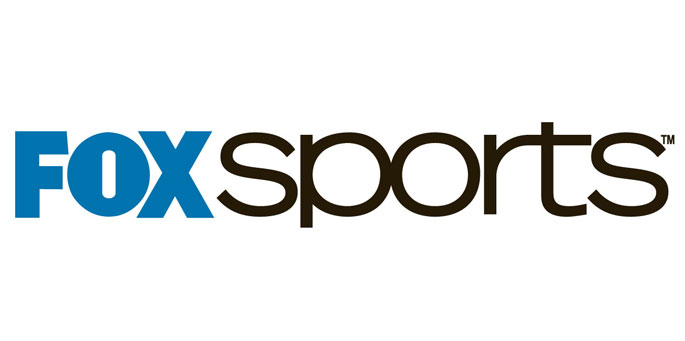
1999-2012
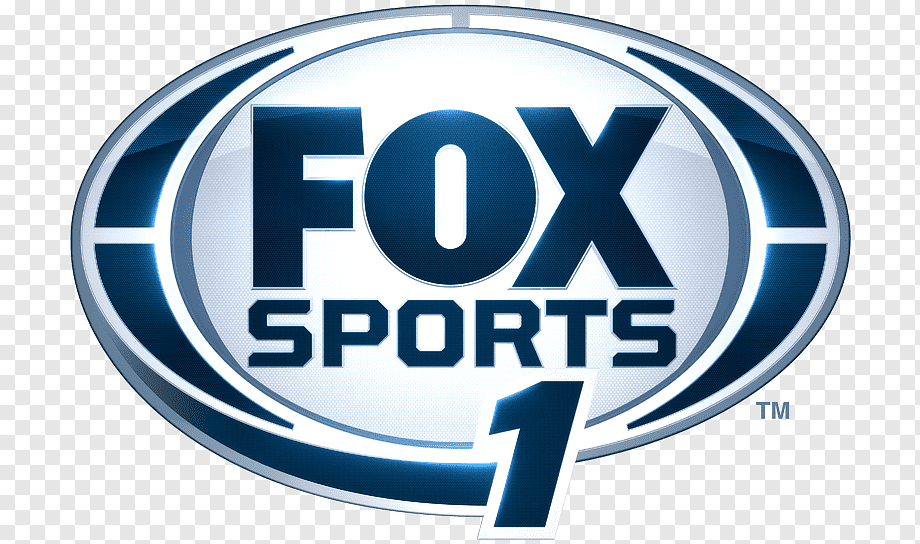
2012-2015
2015-presente